# Real Face
〈Real Face〉(리얼 페이스)는 KAT-TUN의 데뷔 싱글이다.

## 개요
2001년 결성부터 대략 5년이 지나서의 CD 데뷔로, 앨범 《Best of KAT-TUN》, DVD 《Real Face Film》과 함께, 데뷔를 기하여 제이스톰 내부에 설립된 프라이빗 레코드 레이블 〈J-One Records〉에서 동시 발매가 되었다. 초회 한정반과 통상반의 수록곡이 다르다. 초회 한정반은 다른 자켓으로 6종류가 있고, 각 멤버가 각각의 센터에 위치해 있다. 또, 관련 작품으로 싱글 〈Real Face〉, 앨범 《Best of KAT-TUN》, DVD 《Real Face Film》을 함께 넣은, 완전 한정 BOX가 발매되었다. BOX에는 32페이지 스페셜 북클릿이나, 오리지널 스티커가 부속되어 있다.

## 수록곡

### 초회 한정반
1. Real Face
작사: 스가 시카오 / 작곡: 마츠모토 타카히로 / 편곡: CHOKKAKU / Rap 작사: JOKER
  - 동시 발매한 앨범 《Best of KAT-TUN》에, 편곡을 달리한 〈Real Face #1〉이 수록되어 있다.
  - 또, PV 음원과 CD 음원에서는 카메나시 카즈야의 보컬, 나카마루 유이치의 비트박스, 혀를 차는 소리 등, 일부 다른 테이크가 있다.
  - 작사를 담당한 스가가 후에 발매한 베스트 앨범 《SugarlessII》에서 셀프 커버하고 있다.
2. GLORIA
작사: 쿠보타 요지 / 작곡: 마카이노 코지 / 편곡: 나가오카 세이코
3. Real Face（オリジナル・カラオケ）
4. GLORIA（オリジナル・カラオケ）

### 통상반
1. Real Face
2. GLORIA
3. Will Be All Right
작사: KAT-TUN / 작곡·편곡: 하라 카즈히로
4. Real Face（オリジナル・カラオケ）
5. GLORIA（オリジナル・カラオケ）
6. Will Be All Right（オリジナル・カラオケ）

## 각종 기록
오리콘 싱글 차트
- 데뷔 싱글의 3주 연속 1위는, KinKi Kids의 〈유리의 소년〉(1997년) 이래 8년 8개월 만[1].
- 발매 9주째에 밀리언 셀러를 기록하여, 데뷔곡으로의 밀리언은 CHEMISTRY 〈PIECES OF A DREAM〉 이래 5년 만[2].
- 카메나시 카즈야는 슈지와 아키라 유닛 명의로 낸 싱글 〈청춘 아미고〉에 이어, 두 작품 연속으로 1위, 연속 밀리언 셀러, 및 2년 연속 데뷔에서의 2연속 연간 순위 1위 획득 기록.

그 외의 기록
- 식별 번호에 의해 집계가 다른 프라넷 싱글 차트에서는, 첫 등장으로 1위가 완전 한정 BOX, 2위가 통상반, 3위가 초회 한정반 카메나시 카즈야, 4위가 초회 한정반 아카니시 진, 6위가 초회 한정반 타구치 준노스케, 7위가 초회 한정반 우에다 타츠야, 8위가 초회 한정반 나카마루 유이치, 9위가 초회 한정반 타나카 코키로, TOP 10에 〈Real Face〉의 다른 버전이 8작품 랭크되었다.
- 동시 발매의 앨범, DVD와 함께 싱글까지 오리콘 차트 첫 등장 1위 획득. 이 3관왕 기록은, 하마사키 아유미의 싱글 〈SURREAL〉, 앨범 《Duty》, DVD 《ayumi hamasaki concert tour 2000 A 제1막》(2000년) 이래, 사상 두번째[3]. 거기에 동 곡으로 벨소리 랭킹, 유선 리퀘스트에서도 1위를 획득, 5관왕이라 보도되었다.

- 오리콘 연간 싱글 차트 1위
- 오리콘 월간 싱글 차트 1위 2000년대 후반|2006년4월
- 오리콘 주간 싱글 차트 1위 2006년|2006년4월3일-4월17날짜

차트 순위 변동
1위(06/03/27) ⇒ 2위(06/04/03) ⇒ 7위(06/04/10) ⇒ 15위(06/04/17) ⇒ 19위(06/04/24) ⇒ 10위(06/05/01)

## Real Face Film
《Real Face Film 》(리얼 페이스 필름)은 KAT-TUN의 3번째 DVD이다.

### 수록 내용
1. Real Face (비디오 클립)
2. 비디오 클립·메이킹
3. 인터뷰
4. Real Face (비디오 클립·6 멀티 앵글)

## 같이 보기
- Best of KAT-TUN